# 京平ディスコナイト
『京平ディスコナイト』は筒美京平のトリビュート・アルバム。2007年12月26日、columbia*readymadeから発売された。

## 解説
日本の音楽史を代表する大作曲家、筒美京平の作曲家生活40周年を記念して、筒美の楽曲の数々を小西康陽が選曲・監修、新進DJ・音楽家が多数参加したリミックス・アルバム。
期間限定ではあったがcolumbia＊readymadeサイト内の本作特設サイトで筒美の寄稿が紹介されていた。
アートワークは信藤三雄。

## 収録曲・参加アーティスト
1. ABC / 少年隊
  - Remixed by 小西康陽
2. Romanticが止まらない / C-C-B
  - Remixed by 小西康陽
3. フランス人のように / 佐川満男
  - Remixed by 手裏剣ジェット
4. 真夏の出来事 / 平山三紀
  - Remixed by HALFBY
5. 渚のうわさ / 弘田三枝子
  - Remixed by CUBISMO GRAFICO
6. 真夏のフラメンコ / オックス
  - Remixed by 吉田哲人
7. 太陽は泣いている / いしだあゆみ
  - Remixed by Missing linc
8. スニーカーぶる〜す / 近藤真彦
  - Remixed by 小西康陽 & サイケアウツ・ゴースト
9. 強い気持ち・強い愛 / 小沢健二
  - Remixed by AKAKAGE
10. セクシー・バスストップ / 浅野ゆう子
  - Remixed by グルーヴあんちゃん
11. 恋のルール・新しいルール / ピチカート・ファイヴ
  - Remixed & Re-Arranged by SUEMITSU & THE SUEMITH
12. さらば恋人 / 堺正章
  - Remixed by BOOT BEAT